# Conférence des évêques d'Écosse
La Conférence des évêques d’Écosse (en anglais : Bishop’s Conference of Scotland) est une conférence épiscopale de l’Église catholique qui rassemble les évêques d’Écosse. Fondée en 1968, elle comprend un secrétariat et plusieurs commissions.
La conférence est présente en qualité d’observateur à la Commission des épiscopats de l’Union européenne (COMECE). Son président participe également au Conseil des conférences épiscopales d’Europe (CCEE), avec une petite quarantaine d’autres membres.

## Membres
Selon les statuts, tous les évêques et archevêques diocésains, évêques et évêques auxiliaires, ainsi que les évêques titulaires (uniquement d’Écosse) appartiennent à la conférence épiscopale. À l’heure actuelle[Quand ?], cependant, seuls les évêques diocésains sont membres de la Conférence épiscopale d’Écosse, ainsi que deux évêques émérites. Le nonce apostolique est régulièrement invité et reçoit les ordres du jour et les procès-verbaux des réunions. 

## Présidence
Les principaux dirigeants sont :
- président : Hugh Gilbert, évêque d’Aberdeen ;
- vice-président : John Keenan, évêque de Paisley ;
- secrétaire général : Brian McGee (en), évêque d’Argyll et des Îles.

## Membres

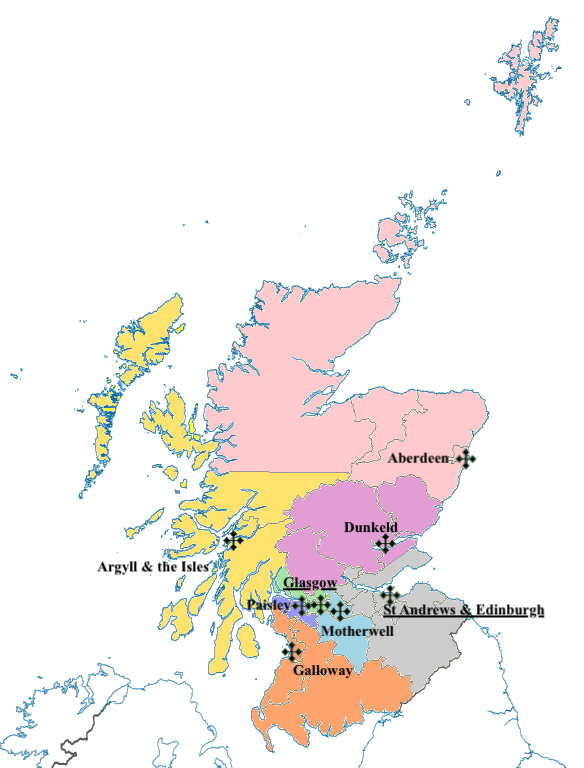
Les diocèses en Écosse.

La conférence des évêques d’Écosse est composée actuellement de 8 évêques et archevêques actifs et de 6 évêques émérites. Ses membres actifs sont actuellement :
- Hugh Gilbert, évêque d’Aberdeen ;
- John Keenan, évêque de Paisley ;
- Brian McGee (en), évêque d’Argyll et des Îles ;
- Leo Cushley (en), archevêque de Saint Andrews et Édimbourg ;
- Philip Tartaglia, archevêque de Glasgow ;
- Joseph Toal, archevêque de Motherwell ;
- William Nolan, évêque de Galloway ;
- Stephen Robson, évêque de Dunkeld.

## Commissions et bureaux
- Commission pour la doctrine et l’unité
- Commission des relations publiques et du travail des médias
- Commission pour l’éducation et le soutien catholique
- Commission pour la protection de la foi
- Commission pour la paix et la justice
- Commission liturgique
- Secrétariat de la Commission de musique d’église
- Commission pour les affaires pastorales et sociales, y compris le Secrétariat pour les tâches pastorales pour les migrants et les touristes
- Pastorale en mer (Pastorale Maritime)
- Office national de protection de l’enfance
- Secrétariat pour les jeunes
- Prêtre pour l’Écosse
- Commission pour le travail missionnaire

## Sanctuaires
La conférence épiscopale a désigné deux sanctuaires nationaux :
- la grotte de Lourdes de Carfin[7] ;
- la cathédrale Notre-Dame-de-l’Assomption d’Édimbourg, également sanctuaire Saint-André[8].